# Julia Migenes

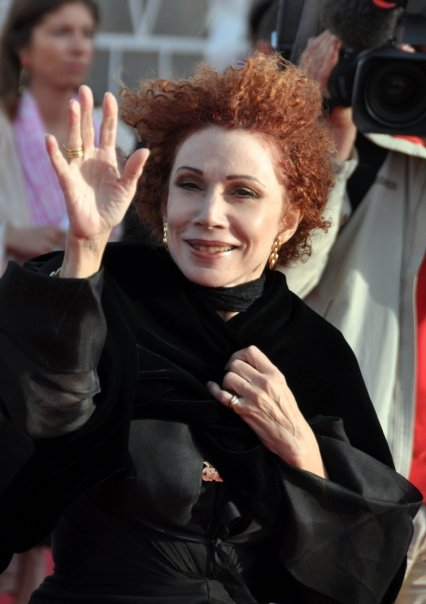
Julia Migenes

Julia Migenes (13 de Março de 1949) é uma soprano estadunidense. Ela nasceu em Lower East Sideem Nova Iorque em uma família descendentes de Gregos e Iranianos-
Porto Riquenhos.

## Biografia
Sua primeira experiência em óperas foi quando era ainda criança, em uma produção de Madama Butterfly de Puccini. Enquanto ela estudava na Escola de Nova Iorque de 
Performances Artisticas, ela foi escolhida por Leonard Bernstein como solista dos Concertos das Pessoas Jovens, que foi transmitido na televisão. Ela começou sua carreira na 
Broadway em 1964, em West Side Story. No fim da década de 1960 ela trabalhou na Ópera das Pessoas de Viena, onde ela cantou na versão alemã de West Side Story
(feita por Marcel Prawy) em 1968.
Na década de 1970 ela mudou-se para Munique, Alemanha. Ela mudou seu foco para ópera e operetta, tornando-se famosa e popular. Ela estrelou em muitas operettas 
televisionadas. Sua estréia no Metropolitan Opera aconteceu na podução de Lulu de Alban Berg em 1980. Nesse período ela participou de filmes como Salome de 
Richard Strauss no Théâtre de Genève e Carmen (ao lado de Plácido Domingo). Estrelou no cinema ao lado de Raul Julia e Richard Harris A Ópera dos Mendigos (Mack The Knife)de 1989 baseado em The Threepenny Opera.

## Discografia
- Alter Ego (2006)
- Le Meilleur de Julia (2004)
- La Argentina (2003)
- Infamia, Tangos de Barcelona (2000)
- Franz Lehar (1999)
- Robert Stolz (1999)
- Lulu (1998)
- Man of La Mancha (1996)
- 100 ans de Cinema (1995)
- Smile (1995)
- Vienna (1993)
- Kismet (1991)
- Rags (1991)
- La voix humaine (1991)
- Mack the Knife (movie soundtrack album) (1990)
- Live at the Olympia (1989)
- The Seven Deadly Sins (1989)
- Berlin Blues (1988)
- Show Boat (1988)
- In Love (1985)
- Carmen (1984)
- Recital (1983)
- A Christmas Concert (1983)
- Welterfolge (1983)
- Latin Lady (1982)
- Julia Migenes sings (1981)
- Operette (1981)
- Fiddler on the Roof (1964)